# Crisi alimentare
Il termine  crisi alimentare è stato diffuso dal Rapporto sui limiti dello sviluppo, commissionato dal club di Roma al Massachusetts Institute of Technology. In tale documento compare la previsione di una terza fase di crisi quale conseguenza del superamento della crisi da inquinamento, che avrebbe però comportato l'insufficienza delle disponibilità di derrate alimentari..

## Descrizione
Per molti anni tacciate di catastrofismo, le tesi espresse nel rapporto sono tornate di stretta attualità nel 2010, quando i media hanno parlato apertamente di "crisi alimentare planetaria". Il tono generale è quello della sorpresa: nonostante la vampata dei prezzi nel 2008, nessuno pare si aspettasse che il cibo, sul pianeta, potesse divenire scarso. La vicenda 2008 era stata infatti archiviata come ventata “speculativa”.
Uomini politici, economisti e numi dell'informazione hanno ripetuto, dal 1980, che il problema dell'agricoltura mondiale sarebbe stato il contenimento dei surplus di un'agricoltura che le tecnologie “artificiali” avrebbero spinto a produrre al di là di qualunque bisogno. Per singolare coincidenza la “guerra ai surplus” di politici e giornalisti iniziò quando gli Usa dichiararono guerra alla politica agricola europea, che comprometteva il loro potere di arbitri incondizionati degli approvvigionamenti o della fame di interi continenti. Antonio Saltini, in un'intervista a Washington, riferiva che James Starkey, sottosegretario di stato di Jimmy Carter delegato ai rapporti con l'allora Comunità Europea, dichiarava che gli Usa sostenevano le proprie produzioni eccedentarie a favore della sicurezza alimentare del Pianeta, mentre la Cee alimentava surplus antieconomici che danneggiavano tutta l'agricoltura mondiale. Si tratta di una tesi abbracciata dagli uomini politici, da autorevoli opinion leader e dai cronisti di tutta Europa.
In tale testo l'autore riconosce agli Stati Uniti, insieme alla prepotenza negoziale, la sostanziale onestà intellettuale: il Worldwatch Institute di Washington prevede, dal medesimo 1980, che il benessere asiatico, creando una domanda di dimensioni prive di ogni relazione con le produzioni di allora, avrebbe alterato tutti gli equilibri mondiali, costringendo alla fame chi disponesse di risorse inferiori ai nuovi ceti operai cinesi e indiani. Presidente del Worldwatch Institute, fin dalla fondazione, è il prof. Lester Brown, apprezzato per i suoi studi sull'agricoltura mondiale del Department of agricolture, dalla medesima data deputato a Washington, grande consulente del Dipartimento di Stato sulle valenze politiche (cibo o fame) degli approvvigionamenti a livello mondiale.
Le ipotesi di Brown avevano trovato scarso seguito, anche se poteva essere ben noto come Brown disponesse di strumenti (il sistema di rilevazione dei raccolti dei satelliti e la legione degli “addetti agricoli” delle ambasciate americane, il miglior corpo di agronomi operanti al mondo), mentre uomini politici e giornalisti, anche illustri, hanno sempre dato mostra di considerare il prof. Brown un catastrofista autore di previsioni pessimistiche. La serie di scelte che hanno portato allo smantellamento della politica agricola comune è stata assunta sul fondamento della certezza di rifornimenti mondiali sicuri e a buon mercato. In quella stessa epoca, un ministro italiano, il prof. Paolo De Castro, ha scritto un libro per vantare il proprio contributo all'eliminazione della strategia della sicurezza alimentare seguita dai fondatori della Cee, che dimostra, nel volumetto, poi in contrasto con il contesto attuale delle produzioni e dei mercati.
La scelta di alcuni paesi della Unione europea dal 1980, in prima linea l'Italia, di comprimere la produttività agricola, anziché sostenerla, vedeva in controtendenza le scelte cerealicole della Francia. L'Italia, per l'approvvigionamento di frumento panificabile, dipende dalle importazioni, secondo quantità variabili, secondo gli anni, dal 75 al 50 per cento. Il cardine delle importazioni è la Francia, cui si aggiungono, ogni anno, fornitori sporadici diversi. Ma, già dal 1980, la Francia ha affrontato investimenti cospicui per rendere il porto di Rouen capace di garantire l'esportazione di tutto il frumento francese.
I titanici lavori per consentire la risalita della Senna ai cargo da 80.000 tonnellate fino alla costa della Normandia, che ha imposto la realizzazione di dighe per il controllo delle maree alla foce (maree da 12 metri) è stata affrontata quando l'Italia assicurava uno sbocco sicuro, realizzabile a costi più economici per ferrovia, e le autorità agricole francesi erano consapevoli che la produzione italiana di frumento stava contraendosi, per il costante restringimento delle pianure della Penisola (edificazione incontrollabile) senza possibilità di recupero. La politica francese è stata, palesemente, una scelta strategica per competere con gli Stati Uniti, che si propongono come solo fornitore del mondo, sui mercati che possono offrire petrolio in cambio di frumento. Il porto francese ha la possibilità di dirigere in Asia il frumento che assicura il pane delle regioni mediterranee europee. La scelta dei ministri dell'agricoltura italiani nel periodo 2000-2010 si basava sull'assunto che l'Italia, producendo le migliori specialità gastronomiche del Pianeta, poteva scambiarle con le produzioni di massa. Tale osservazione, tuttavia, trascura il fatto che la Francia produce specialità gastronomiche non meno prestigiose di quelle italiane (dallo Champagne al pâté de foie gras), ma che non produce petrolio, e che pertanto non è improbabile che, col petrolio a prezzi superiori  100 dollari, possa pensare di risparmiare barattandolo col frumento, di cui tutti i paesi petroliferi sono, malauguratamente, deficitari.